# Тань Янькай
Тань Янькай (спрощ.: 谭延闿; кит. трад.: 譚延闓; піньїнь: Tán Yánkǎi; 25 січня 1880 — 22 вересня 1930) — державний і політичний діяч, голова Національного уряду Китайської Республіки в 1928 році.

## Життєпис
Народився 25 січня 1880 року в Ханчжоу. Був сином цінського міністра. В молоді роки був членом Конституційної партії та виступав за обмеження влади монарха.
Згодом вступив до лав Гоміньдану й отримав пост губернатора рідної провінції. 1913 року, під час Другої революції Сунь Ятсена, намагався тримати нейтралітет, однак Юань Шикай все одно усунув його від посади. Повернувся до влади після смерті останнього, очоливши свою провінцію під час протистояння Бейїнській армії в ході Руху на захист конституції 1917 року. Пізніше Тань Янькай став міністром у кабінеті Сунь Ятсена.
Займав посаду голови Національного уряду під час першої половини Північного походу, а також під час його завершення. Був членом Уханьсякої фракції на чолі з Ван Цзінвеєм. Тань Янькай став першим визнаним на міжнародному рівні головою нанкінського гомінданівського уряду. На посту глави держави в жовтні 1928 року його замінив Чан Кайші, а Тань Янькай став прем'єр-міністром. Ту посаду він обіймав до самої своєї смерті в вересні 1930.